# Sultanat Donji Aulaki
Sultanat Donji Aulaki (arapski: سلطنة العوالق السفلى ) bio je vazalna feudalna država Britanskog Carstva koja je postojala od 1888. do 1967. godine na jugu Arapskog poluotoka istočno od luke Aden. Danas je teritorij ovog bivšeg šeikata dio jemenske muhafaze Šabve.
Sjedište ovog sultanata bilo je grad Ahwar.

## Povijest
Sultanat Donji Aulaki odvojio se od Šeikata Gornji Aulaki i Sultanata Gornji Aulaki još u 18. stoljeću. 
Nakon što je Britanija zauzela luku Aden 1839. godine, ona im je postala odskočna daska za širenje britanskog utjecaja na Južnu Arabiju i Rog Afrike. To se naročito odrazilo na neposredno zaleđe luke Aden, pa tako i na Sultanat Donji Aulaki. Tako da je on bio jedan od izvornih Devet kantona, koji je među prvima potpisao ugovor o zaštiti s Britanijom 1888. godine i postao dio Protektorata Aden. Novi ugovor o zaštiti sklopio je 1944. sultan
`Aydarus ibn `Ali al-`Awlaqi, koji je ubrzo nakon toga ubijen 1948. godine. Sultani Donjeg Aulakija pokušali su malo modernizirati svoj vrlo zabačeni i anakroni sultanat, zbog toga su izgradili telegrafsku postaju i manju zračnu luku u glavnom gradu Ahwaru, kao i dvije osnovne javne škole i jednu srednju.
Sultanat Donji Aulaki se 1960. godine pridružio novoj britanskoj kolonijalnoj tvorevini Federaciji Arapskih Emirata Juga, te potom 1962. i Južnoarapskoj Federaciji.
Posljednji sultan ove feudalne države bio je: Nasir ibn `Aydarus al-`Awlaqi, koji je razvlašćen 29. studenog 1967. i uhićen. Tad je ukinut Sultanat Donji Aulaki, te osnovana Narodna Republika Južni Jemen, koja se ujedinila s Sjevernim Jemenom 22. svibnja 1990. u današnju državu Republiku Jemen.

## Sultani Sultanata Donjeg Aulakija
- `Ali ibn Munassar al-`Awlaqi, -.... - ....
- al-Mahdi ibn `Ali al-`Awlaqi, -.... - ....
- `Ali ibn al-Mahdi al-`Awlaqi, -.... - ....
- `Abd Allah ibn `Ali al-`Awlaqi, -.... - ....
- Nasir ibn Abi Bakr al-`Awlaqi, -.... - ....
- Munassar ibn Abi Bakr al-`Awlaqi, -1855? - srpanj 1863.
- Abu Bakr ibn `Abd Allah al-`Awlaqi, -1863. – 1892.
- Salih ibn `Ali al-`Awlaqi, -1892. – 1900.
- `Ali ibn Munassar al-`Awlaqi, -1900. – 5. prosinac 1902.
- Nasir ibn Abi Bakr al-`Awlaqi, - 6. prosinac 1902. – 1912.
- Abu Bakr ibn Nasir al-`Awlaqi, -1912. – 1924.
- Munassar ibn `Ali al-`Awlaqi, -1924. - travanj 1930.
- `Aydarus ibn `Ali al-`Awlaqi, -1930. – 1947.
- Nasir ibn `Aydarus al-`Awlaqi, - 1947. – 29. studenog 1967.[1]

## Poveznice
- Protektorat Aden
- Kolonija Aden
- Federacija Arapskih Emirata Juga